# Ярослав Вешин
Ярослав-Франтишек-Юлиус Вешин (на чешки: Jaroslav Věšín) е чешки художник, майстор живописец, живял и творил в България, един от създателите на българското изобразително изкуство в края на XIX и началото на ХХ век.
Започва да учи в Пражката художествена академия, но през 1881 година се прехвърля в Художествената академия в Мюнхен при К. Пилоти, Зайц и Юзеф Бранд, която завършва през 1883 година. След дипломирането си живее и твори в Мюнхен и в Словакия, като създава предимно картини, свързани със селския бит в Словакия.
Ярослав Вешин пристига в България през 1897 година по покана на министъра на народната просвета Константин Величков. От идването си до 1904 година е преподавател в Държавното рисувално училище (днес Национална художествена академия) и твори предимно в областта на битовата живопис – „Вършитба в Радомирско“ (1897), „Орач“ „(Земя“, 1899), „Конски пазар в София“ (1899), „Контрабандисти“ (1899), „Пред пазар“ (1899), „Вършитба“ (1900) и други. Основна тема в творчеството му от този период е животът и трудът на българския селянин.
През 1904 година постъпва като художник към Министерството на войната и макар че не изоставя останалите теми (битови и ловни сцени – „Въглищар“ (1910), „Дървари“ (1910), „По следите на дивеча“ (1910), „Ловец с хрътки“ (1911) и др.), става известен с шедьоврите си в баталната живопис – „Зимни Маневри“ (цикъл, започнат през 1899 и продължил до Балканската война) и „Самарското знаме“ (1911).
По време на Балканската война (1912 – 1913) е военен художник с чин полковник. Той е единственият, който се числи като „военен художник“ към Главната квартира. По това време създава „Атака“ „На нож“, (1913), „Отстъплението на турците при Люлебургас“ (1913), „Люлебургас-Чаталджа“ (1913) и цяла серия ескизи и готови творби от обсадата на Одрин – „Бивак пред Одрин“ (1913), „На почивка след 13 март 1913“ (1913), „Царят наблюдава боевете“ и други. През 1914 г. завършва „Обоз край река Еркене“.
Ярослав Вешин умира внезапно на 9 май 1915, поради което някои от картините остават недовършени и нахвърляни само с въглен, молив и акварел („През телените мрежи“, „Щурмът на форта Айвазбаба“ и др.).
Ученици на Ярослав Вешин са Никола Петров, Атанас Михов и други български художници. Голяма част от картините на Вешин се съхраняват в Националната художествена галерия в София.

## Памет
На Ярослав Вешин е наречена улица в квартал „Иван Вазов“ в София (Карта).